# Strzeblów (gromada)
Strzeblów – dawna gromada, czyli najmniejsza jednostka podziału terytorialnego Polskiej Rzeczypospolitej Ludowej w latach 1954–1972.
Gromady, z gromadzkimi radami narodowymi (GRN) jako organami władzy najniższego stopnia na wsi, funkcjonowały od reformy reorganizującej administrację wiejską przeprowadzonej jesienią 1954 do momentu ich zniesienia z dniem 1 stycznia 1973, tym samym wypierając organizację gminną w latach 1954–1972.
Gromadę Strzeblów z siedzibą GRN w Strzeblowie (obecnie w granicach Sobótki) utworzono – jako jedną z 8759 gromad na obszarze Polski – w powiecie wrocławskim w woj. wrocławskim, na mocy uchwały nr 32/54 WRN we Wrocławiu z dnia 2 października 1954. W skład jednostki wszedł obszar dotychczasowej gromady Strzeblów ze zniesionej gminy Sobótka oraz przysiółek Górka z miasta Sobótka w tymże powiecie. Dla gromady ustalono 13 członków gromadzkiej rady narodowej.
31 grudnia 1959 gromadę zniesiono, a jej obszar włączono do miasta Sobótki w tymże powiecie.